# Mob Rules (альбом)
Mob Rules — десятый студийный альбом британской рок-группы Black Sabbath, выпущенный в 1981 году, вслед за успешным Heaven and Hell. Диск занял 29-е место в американском чарте Billboard Top LPs & Tape.

## Об альбоме
Mob Rules — первый альбом с Винни Апписи, заменившим Билла Уорда, на ударных.
Обложка альбома представляет собой модифицированную картину Грега Хильдебрандта. Оригинальное изображение помимо добавления имени группы и названия альбома было изменено: висевший слева на оригинале крюк был заменен на распятие, а пятно на конструкции было перерисовано так, чтобы оно напоминало голову дьявола. Имя автора было добавлено в нижнюю центральную часть, в то время как на оригинале прямоугольной формы оно располагалось слева. Ходят слухи что, изображение содержит надпись «KILL OZZY». Она находится внизу изображения, на полу, и написана тёмно-красным цветом. Но это лишь похожие пятна.
Тексты песен мрачные, как, например, в композициях «The Sign of the Southern Cross» и «Falling Off the Edge of the World».
Название инструментальной песни «E5150» придумано Гизером Батлером и представляет собой написание слова EVIL (рус. зло). Получено путём перевода римских цифр в арабские.(E + V=5 + I=1 + L=50)
Альбом Live Evil был записан во время тура в поддержку Mob Rules. Альбом включен в бокс-сет The Rules of Hell. Состав музыкантов, записывавших Mob Rules позже собрался в группе под именем Heaven & Hell.

## Список композиций

### Сторона 1
1. «Turn Up the Night» — 3:42
2. «Voodoo» — 4:32
3. «The Sign of the Southern Cross» — 7:46
4. «E5150» — 2:54
5. «The Mob Rules» — 3:14

треки добавленные в издании 2010 года Deluxe Edition 2010
1. «Die Young» (концертная, сторона «Б» с сингла «Mob Rules»)
2. «The Mob Rules» (Heavy Metal OMPS/Original demo version)

### Сторона 2
1. «Country Girl» — 4:02
2. «Slipping Away» — 3:45
3. «Falling Off the Edge of the World» — 5:02
4. «Over and Over» — 5:28

- На оригинальном европейском издании композиции «E5150» и «The Mob Rules» носили название «E5-150» и «Mob Rules» соответственно.

### Диск 2 из версии альбома 2010 Deluxe Edition
Представляет собой концертные записи, ранее издававшиеся под именем Live at Hammersmith Odeon.
1. «E5150» (Дио, Айомми, Батлер)
2. «Neon Knights» (2 января 1982) (Дио, Айомми, Батлер, Уорд)
3. «N.I.B.» (1 января 1982) (Ozzy Осборн, Айомми, Батлер, Уорд)
4. «Children of the Sea» (1 January 1982) (Дио, Айомми, Батлер, Уорд)
5. «Country Girl» (1 января 1982) (Дио, Айомми, Батлер)
6. «Black Sabbath» (31 декабря 1981) (Осборн, Айомми, Батлер, Уорд)
7. «War Pigs» (1 января 1982) (Осборн, Айомми, Батлер, Уорд)
8. «Slipping Away» (31 декабря 1981) (Дио, Айомми, Батлер)
9. «Iron Man» (1 января 1981) (Осборн, Айомми, Батлер, Уорд)
10. «The Mob Rules» (31 декабря 1981) (Дио, Айомми, Батлер)
11. «Heaven and Hell» (1 января 1982) (Дио, Айомми, Батлер, Уорд)
12. «Paranoid» (31 декабря 1981) (Осборн, Айомми, Батлер, Уорд)
13. «Voodoo» (2 января 1982) (Дио, Айомми, Батлер)
14. «Children of the Grave» (31 декабря 1981) (Осборн, Айомми, Батлер, Уорд)

## Участники записи
- Ронни Джеймс Дио — вокал
- Тони Айомми — гитара
- Гизер Батлер — бас-гитара
- Винни Апписи — ударные

При участии
- Джефф Николс — клавишные[4]